# Patrick Grady
Patrick John Grady (né le 5 février 1980) est un homme politique du Parti national écossais (SNP) qui est député de Glasgow North de 2015 à 2024.

## Jeunesse
Il est né à Édimbourg, au Royaume-Uni. Il grandit à Inverness et fait ses études à la Inverness Royal Academy, avant de fréquenter l'Université de Strathclyde. Entre 2011 et 2015, il travaille comme responsable du plaidoyer pour le Scottish Catholic International Aid Fund, et vit et travaille à Londres et au Malawi.

## Carrière politique
Après avoir rejoint le Parti national écossais en 1997, à l'âge de dix-sept ans, il se présente aux élections générales de 2010 comme candidat du SNP pour Glasgow North. En 2012, il est élu secrétaire national du SNP jusqu'à sa démission en 2016. Il dirige la campagne du «Oui» dans la région de Kelvin à Glasgow lors du référendum de 2014 sur l'indépendance de l'Écosse.
Après avoir été élu à la Chambre des communes, il est nommé porte-parole du SNP à Westminster sur le développement international et est membre du Comité de la procédure de la Chambre des communes jusqu'aux élections de 2017. Comme plusieurs députés du SNP, il est également membre de Plaid Cymru, bien que cela n'ait aucun effet formel à la Chambre des communes. Après les élections de 2017, il est nommé whip en chef du groupe SNP à Westminster et est reconduit à ce poste après les élections de 2019. Grady démissionne de son poste de whip en chef en mars 2021 pour se défendre contre les allégations de harcèlement sexuel contre deux assistants du SNP,.